# High-definition video
High Definition Video refererer generelt til ethvert videosystem af højere opløsning end standard-definition (SD). Det er vigtigt at kende forskellen mellem high-definition video til almindeligt brug som omtalt i denne artikel, og dets specifikke anvendelse inden for fjernsyn (HDTV), professionel video (HDCAM, HDCAM-SR, DVCPRO-HD og D5-HD), forbrugeranvendelse (HDV) og optiske disk systemer (Blu-ray og HD-DVD).

## Detaljer
High-definition signaler kræver et high-definition fjernsyn eller computerskærm for at kunne blive vist. High-definition video har et aspektforhold på 16:9 (1.78:1). Aspektforholdet på en almindelig widescreen film optaget i dag er typisk 1.85:1 eller 2.40:1. Standard-definition fjernsyn (SDTV) har et aspektforhold på 4:3 (1.33:1). En almindelig computerskærm har et aspektforhold på 5:4.
High-definition fjernsyn (HDTV) har en opløsning på 1080 eller 720 linjer. I kontrast er almindelig digitalt tv (DTV) på 486 linjer (NTSC) eller 576 (PAL/SECAM). Derudover er dvd kvalitet ikke high-definition, hvor high-definition systemerne HD-DVD og Blu-ray er.
Analoge farvefjernsynssignaler har været i brug siden 1953 (NTSC). PAL-signaler har været i brug siden 1964 og SECAM-signaler siden 1967. I visse dele af verden, herunder Danmark, sender man ikke længere analoge signaler. I Danmark brugte man PAL-signaler i perioden 1969-2009. 

### Close-up eksempel
- HDTV ved fire gange opløsningen af SDTV.
- SDTV opløsning.